# گذرگاه واسط همه‌منظوره

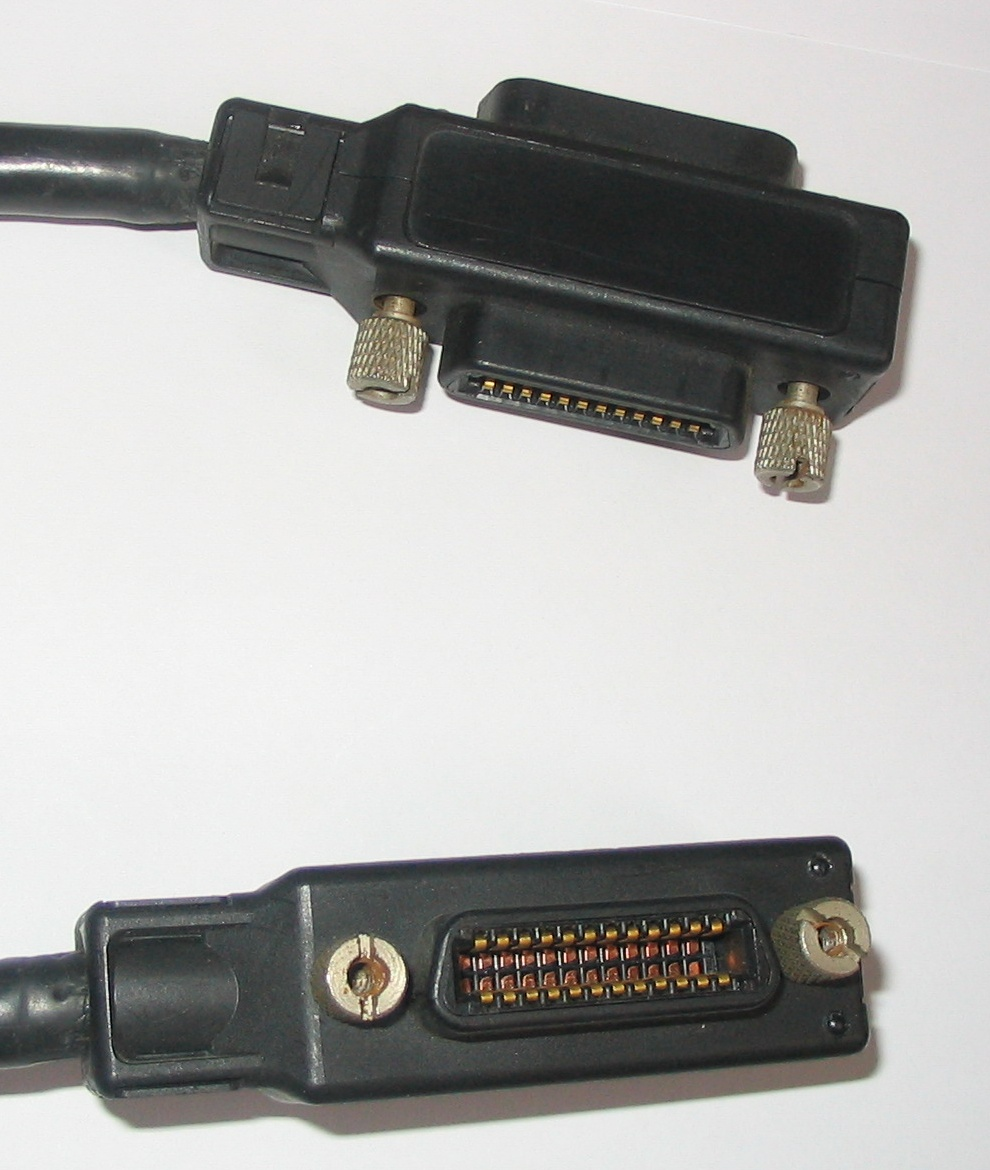

گذرگاه واسط همه منظوره، General Purpose Interface Bus یا چنان‌که بیشتر مشهور است GPIB نام باس و پروتکلی است که نخستین بار در شرکت اچ‌پی برای ارتباط قابل اعتماد بین ابزارهای اندازه‌گیری به وجود آمد.
این باس موازی بوده و دارای سه سیگنال Hand-Shaking است که همین قابلیت اطمینان آن را بالا می‌برد. همچنین تمام پیامها و ارتباطات باید Acknowledge شوند وگرنه دوباره و سه باره ارسال می‌شوند.
جی‌پی‌آی‌بی را آی‌تریپل‌ایی استاندارد شمرده و نیازمندی‌های آن را تحت عنوان IEEE 488 منتشر کرده‌است. هر سیستم جی‌پی‌آی‌بی‌نیاز به یک کارت کنترلی دارد و هر کنترلر می‌تواند تا ۲۵۶ دستگاه را سرویس دهد.
اتصالات جی‌پی‌آی‌بی از نوع سنترونیکس هستند.
جهت اتصال در گاه واسط همه منظوره به کامپیوتر لازم است از کارت‌های واسط به همراه کابل مخصوص استفاده شود.
انواع مختلفی از کابل‌ها و کارت‌ها موجود می‌باشند که می‌توان به مبدل GPIB به USB یا در گاه PCI اشاره کرد شرکت‌های نشنال اینسترومنت و کانت ژاپن از جمله شرکت‌های هستند که این نوع کارتها را ارائه می‌نمایند.
کابل‌های ۱ متری تا ۴ متری نیز به صورت دو طرف کانکتور دار برای اتصال دستگاه‌ها به کامپیوتر موجود می‌باشند.